# Ewoud Pletinckx
Ewoud Pletinckx (* 10. Oktober 2000) ist ein belgischer Fußballspieler, der aktuell bei Oud-Heverlee Löwen unter Vertrag steht. Er ist außerdem ehemaliger Juniorennationalspieler.

## Karriere

### Verein
Pletinckx spielte in seiner Jugendzeit für die Amateurvereine KSV Geraardsbergen, KSV Sottegem und RFC Wetteren, bevor er im Jahr 2012 in die Jugendakademie des SV Zulte Waregem wechselte. Zur Spielzeit 2018/19 wurde er in die erste Mannschaft befördert, wurde jedoch zum Saisonbeginn von Trainer Francky Dury nicht berücksichtigt. Am 19. Januar 2019 debütierte er bei der 1:2-Heimniederlage gegen Royal Antwerpen für Essevee. Daraufhin stieg er zum Stammspieler auf und erzielte am 2. April beim 3:3-Unentschieden gegen Cercle Brügge sein erstes Tor im professionellen Fußball. In dieser Spielzeit kam er auf 16 Einsätze, in denen er einen Treffer verzeichnen konnte.
Kurz vor Weihnachten 2019 wurde sein Vertrag bis Sommer 2023 verlängert. In der Saison 2019/20 behielt er seinen Status als Stammspieler bei und bestritt 22 von 29 möglichen Ligaspielen bis zum Abbruch der Saison infolge der COVID-19-Pandemie. In der nächsten Saison bestritt er 23 von 34 möglichen Ligaspielen, in denen er zwei Tore schoss, und ein Pokalspiel für Waregem. In der Saison 2021/22 waren es 27 von 34 möglichen Ligaspielen mit einem Torerfolg und zwei Pokalspiele.
Mitte Juni 2022 wechselte er zur neuen Saison zum Ligakonkurrenten Oud-Heverlee Löwen, wo er einen Vertrag mit einer Laufzeit von vier Jahren abschloss. In seiner ersten Saison bestritt er 32 von 34 möglichen Ligaspielen und ein Pokalspiel. In den zwei nicht bestrittenen Spielen fehlte er wegen einer Gehirnerschütterung.

### Nationalmannschaft
Pletinckx bestritt im März 2017 fünf Spiele für die belgische U17-Nationalmannschaft. Von August 2017 bis März 2018 war er in sechs Spielen für die U18 im Einsatz. Danach begann er für die U19-Auswahl zu spielen und kam für diese zwischen September 2018 und März 2019 in sieben Spielen zum Einsatz. Im September 2019 wurde er erstmals in die belgische U21-Nationalmannschaft berufen, debütierte dort jedoch erst im Juni 2021 und bestritt mit ihr insgesamt elf Spiele. Im Sommer 2023 nahm er mit der Mannschaft an der U21-Europameisterschaft teil und schied mit ihr nach der Gruppenphase aus, kam dort jedoch selbst zu keinem Einsatz.